# Iglesia de San Lesmes Abad (Burgos)
La iglesia de San Lesmes es un templo gótico de la ciudad española de Burgos en la que se encuentra enterrado San Lesmes Abad, patrón de la ciudad.

## Ubicación

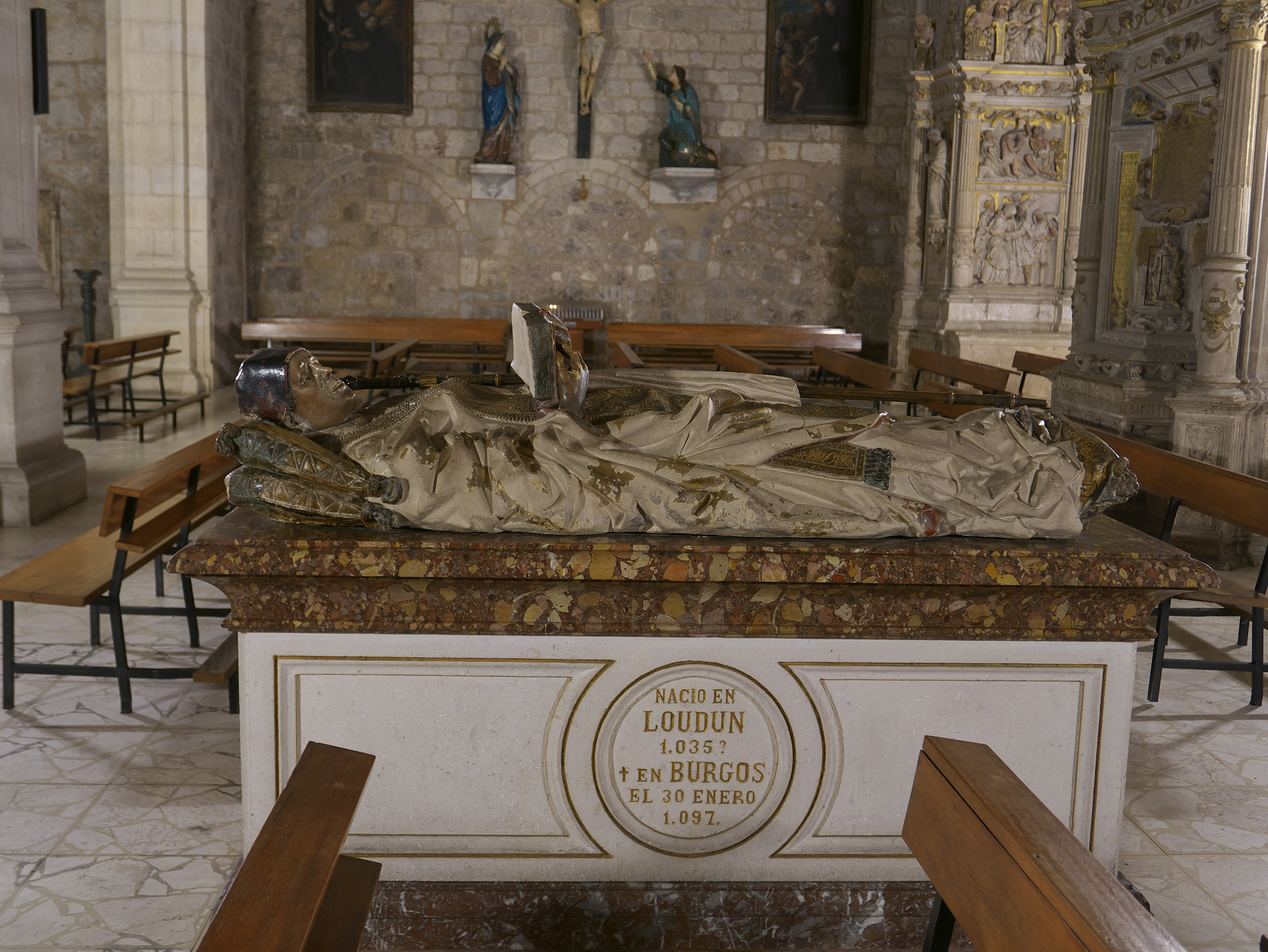
Sepulcro de San Lesmes

Se encuentra situada en la Plaza de San Juan, frente a la Biblioteca Pública del Estado, colindante con el Camino de Santiago.

## Historia
Durante los años 2012 y 2013, se realizaron diversas labores de restauración, como la de su fachada oeste.

## Descripción

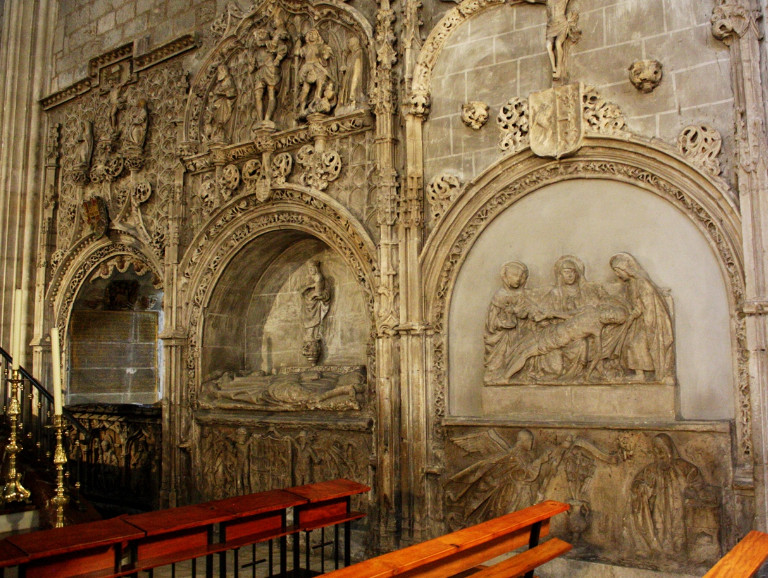
Capilla de los Salamanca, Iglesia de San Lesmes, Burgos

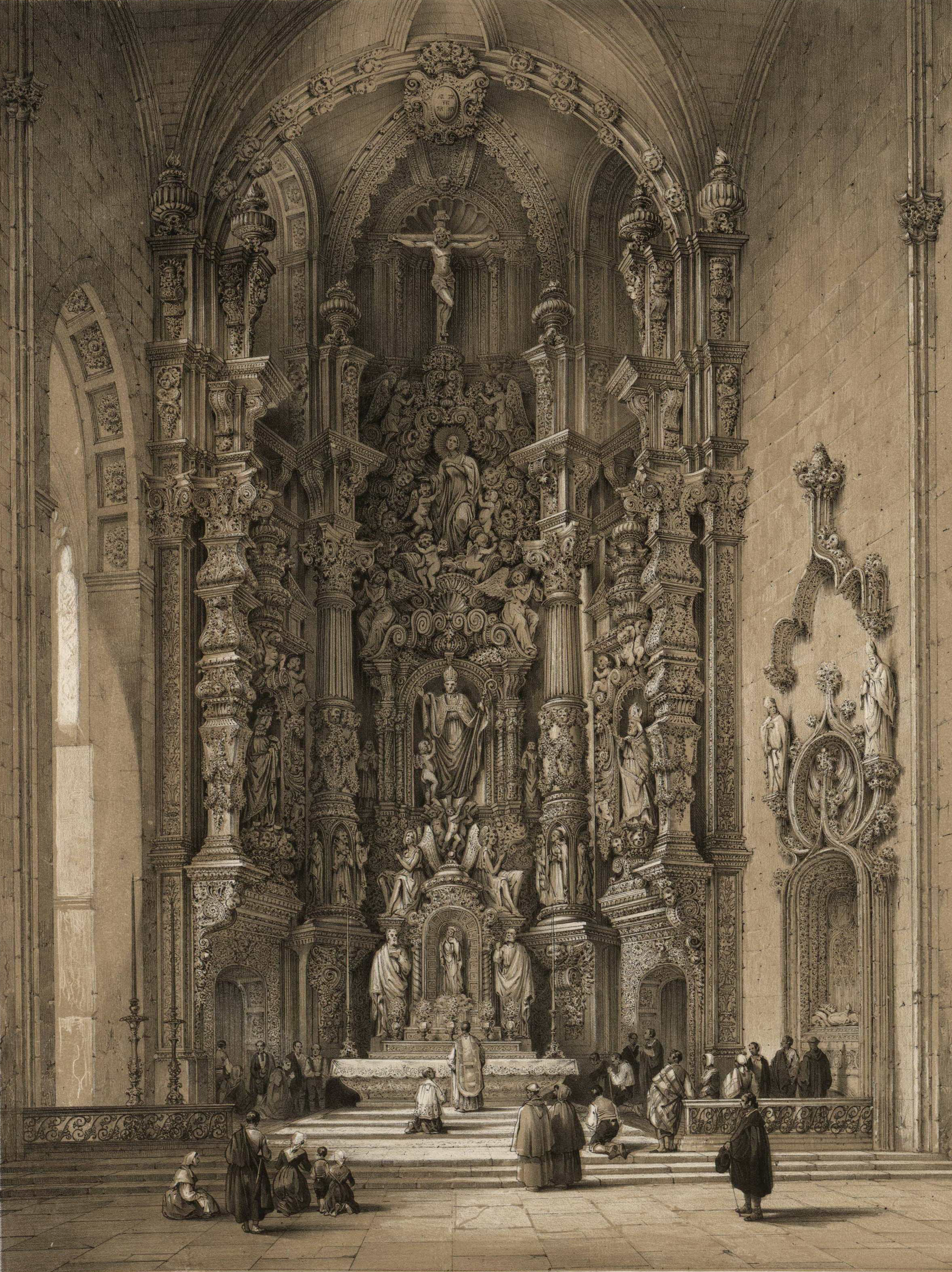
Altar, en grabado de 1842

La iglesia de San Lesmes se edificó en el siglo XIV, una vez que Juan I de Castilla ordena en 1383 la demolición de la ermita de San Juan, donde se encontraba el sepulcro de San Lesmes, por estar junto a la muralla. Es de estilo gótico, aunque su fachada no tiene apenas decoración, salvo por la portada, el rosetón y el campanario.
Su púlpito de piedra está considerado el mejor de Burgos. Posee un coro plateresco situado en la zona del altar, y alberga varios sepulcros sobre todo laterales.
Además, esta iglesia alberga varios retablos y el museo parroquial, con cuadros y lienzos, ubicado en la capilla de Ruiz de Camargo.

### Sepulcro de San Lesmes
En la zona central, cercana al altar, se encuentra el sepulcro del santo, realizado en alabastro con la imagen tallada en la tapa.

## Culto
En la iglesia se celebran misas y sacramentos, como el de la confesión.

## Curiosidades
El 2 de marzo de 2025 a las 10.30 h se retransmitió en directo por televisión la misa dominical en el programa El día del Señor, de La 2 de RTVE.